# 薩爾瓦多·霍韋亞諾斯
薩爾瓦多·西爾韋斯特雷·德爾·羅薩里奧·霍韋亞諾斯·瓜內斯（西班牙語：Salvador Silvestre del Rosario Jovellanos Guanes，1833年12月31日—1881年2月11日）是巴拉圭政治人物，1871年至1874年擔任巴拉圭總統。